# Quatre à Troyes
Pour plus de détails, voir Fiche technique et Distribution.
Quatre à Troyes est un film français de moyen métrage réalisé par Pierre-Jean Ducis en 1934.

## Synopsis
Se retrouver à quatre à Troyes n'est pas plus aisé que de se réunir à huit à Sète. C'est ce qu'expérimentent une paire d'amis, que la guerre de 1914-1918 a soudés pour toujours. Bien décidés à se retrouver un dimanche avec leurs femmes respectives dans la préfecture de l'Aube, ils sont vite confrontés à l'absurde. En effet, les imprévus déboulent en cascade si bien que tout le monde se retrouve à l'heure précise où... l'on devait se séparer!

## Fiche technique
- Réalisation : Pierre-Jean Ducis
- Scénario et dialogues : Paul Colline et René Dorin
- Société de production : Films Pierre-Jean Ducis
- Producteur : Pierre-Jean Ducis
- Pays d'origine :  France
- Format :  Noir et blanc - 1,37:1 - 35 mm - son mono
- Genre : Comédie
- Durée : 50 minutes (exploité en province dans une version de 40 minutes)
- Année de sortie : 1934

## Distribution
- Harry Mackay
- Jeanne Fusier-Gir
- René Génin
- Albert Montigny
- Rose Lorraine
- René Dorin
- Paul Colline
- Davia